# Jerome Ringo

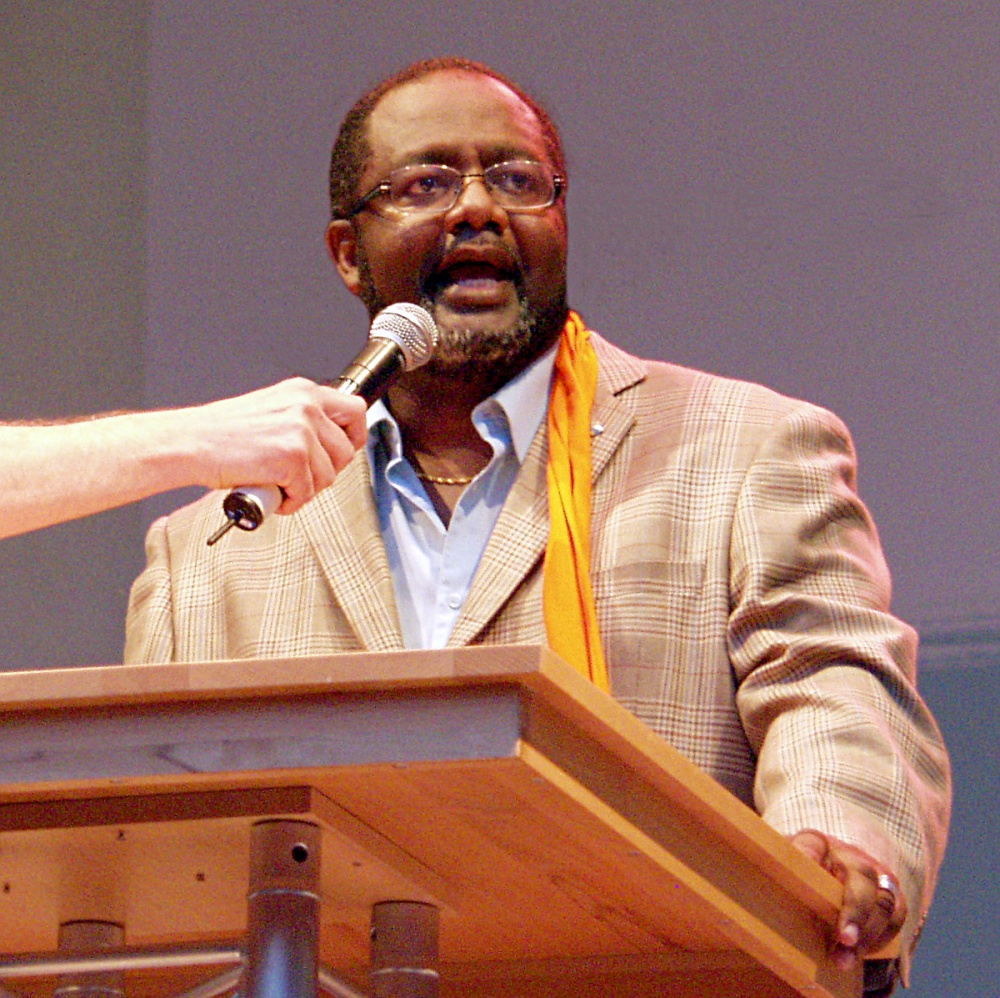
Jerome Ringo auf dem 31. Deutschen Evangelischen Kirchentag in Köln 2007

Jerome C. Ringo (* 2. März 1955; † 30. April 2025 in New Orleans) war ein US-amerikanischer Anwalt für Umweltgerechtigkeit, erneuerbare Energie und Qualitätsarbeit. Er war Vorsitzender der National Wildlife Federation (NWF) und Forschungslehrbeauftragter und McCluskey Fellow für Umwelt- und Naturschutz an der Yale University.
Als er die Führung des NWF 2005 übernahm, wurde er der erste Afroamerikaner in der Geschichte der USA, der einer großen Naturschutzorganisation vorstand. Ringo war auch Präsident der Apollo Alliance, einer Vereinigung von gewerkschaftlich organisierter Arbeitnehmer, Umweltschützern, Geschäfts- und Bürgerrechtsführern, die sich der Aufgabe widmen, die USA von der Abhängigkeit vom ausländischen Öl zu befreien.

## Kindheit und Jugend
Jerome Ringo wurde als drittes von sechs Kindern seiner Eltern Earl Ringo, eines Postmitarbeiters im Ruhestand, und Nellie Ringo, einer Krankenschwester, geboren. Ringo wuchs in Bayous im Süden Louisianas auf, als die amerikanische Bürgerrechtsbewegung ihren Höhepunkt erreichte. Während dieser Zeit wirkte Earl daran mit, gemischtrassige öffentliche Schulen in Louisiana einzurichten.
Sein Vater spielte oft Aufnahmen der Reden von Reverend Martin Luther King, Jr. ab. Als Jerome dreizehn Jahre alt war, waren er und seine Brüder bereit, als erste schwarze Studenten in früher rassengetrennten Schulen in Lake Charles, Louisiana, eingeschrieben zu werden. Mitten in der Nacht weckte ihr Vater die Jungen und forderte sie auf, zum Frontfenster zu kriechen. Als die Jungen hinausschauten, erlebten sie mit, wie ein Trupp von Männern des Ku Klux Klan ein Kreuz in ihrem Vorgarten verbrannte.
Er war der erste Afroamerikaner, der als Ranger auf der Philmont Scout Ranch, dem weltgrößten Pfadfindergelände, in Cimarron, New Mexico, arbeitete.
Ringo besuchte das College und plante einen Abschluss in Erziehungswissenschaften an den beiden Einrichtungen Louisiana Technical University und McNeese State University. Bevor er einen Titel erwarb, entschied er sich jedoch, gelockt durch ein hohes Gehalt, eine Arbeit bei der petrochemischen Industrie im Jahr 1975 anzunehmen.

## Karriere
Nach dem College arbeitete Ringo 22 Jahre in der petrochemischen Industrie, über die Hälfte der Zeit davon als Gewerkschaftsführer. Viele seiner Verwandten leben direkt neben dem Zaun dieser Industrie, so dass er die Auswirkungen der Verschmutzung der Ölraffinerien aus erster Hand sah. Er bemerkte, dass die Mitarbeiter der Raffinerie Masken und Schutzkleidung trugen, aber dass die Nachbarn gegenüber dem Zaun, die vor allem arm und schwarz waren, solchen Schutz nicht erhielten und überproportional an Krebs und Atemwegserkrankungen litten. Tatsächlich entschied sich Ringo, die Leute in den Gemeinden, die von petrochemischer Verschmutzung betroffen waren, zu unterrichten, und brachte ihnen bei, wie sie effektiv die Freisetzung von Chemikalien in ihre Nachbarschaft unterbinden konnten, was zu dem Beginn seines Umweltaktivismus führte. Ringo begann seinen Umweltaktivismus 1991, indem er ein Mitglied der Calcasieu League for Environmental Action Now (CLEAN), einer Tochtergesellschaft der Louisiana Wildlife Federation, wurde. Er war unter den 20000 Mitgliedern dieser bundesstaatsweiten Gruppe der erste Schwarze, der sich ihr jemals anschloss.
Anstatt zu versuchen, die Raffinerien und Chemiefabriken zu schließen, trat er dafür ein, bei den staatlichen Gesetzgebern Lobbyismus für Umweltgesetze zu betreiben, und ermutigte die Bürger, sich bei öffentlichen Anhörungen zu zeigen, wo sie als Gemeinschaft ihren Ängsten und Sorgen Ausdruck verleihen und der Wahrheit Macht verleihen konnten.
Ringo wurde nach Malaysia versetzt, und auf einer seiner Rückreisen in die Vereinigten Staaten wurde ihm der Vorruhestand angeboten. Nachdem er dieses Angebot angenommen hatte, widmete er sein Leben mit vollem Einsatz dem Vollzeitjob für die Leute, die jenseits der Raffineriezäune lebten. 1998 war er der einzige Afroamerikaner, der Delegierter bei den Kyoto-Protokoll-Verhandlungen in Kyōto, Japan war, wo er eine Ansprache hielt. Er hat auch bei der zentralamerikanischen Konferenz für nachhaltige Entwicklung in Belize City gesprochen. Er hielt Ansprachen an vielen früheren Schwarzencolleges und anderen Universitäten, einschließlich der School of Natural Resources and Environment der University of Michigan und bei der Public Interest Environmental Law Conference der University of Oregon.

### Apollo Alliance
Als Präsident der Apollo Alliance arbeitete Ringo dafür, die Öffentlichkeit und die Lobby in Washington, D.C. von der Notwendigkeit zu überzeugen, in alternative saubere Energiequellen energieeffiziente Technologien und Jobs zu investieren, indem er verschiedene Koalitionen bildet. Die Apollo Alliance versucht, die Wettbewerbsfähigkeit der amerikanischen Industrie zu stärken, Städte neu aufzubauen, gute Jobs zu kreieren und eine gute Verwaltung der wirtschaftlichen und natürlichen Umwelt sicherzustellen. Ringo hat gesagt: „Wir sind eine Organisation, die aussieht wie das Gesicht von Amerika.“ („We are an organization that looks like the face of America.“)
Der Name der Allianz wurde gewählt als Hommage an John F. Kennedys Apollo-Programm, das 1969 den Menschen erfolgreich zum Mond gebracht hat. Die Apollo Alliance wurde unterstützt von den Führern der AFL-CIO, des Sierra Club, Greenpeace USA, der National Wildlife Federation, der Union of Concerned Scientists, der NAACP und anderer Aktivistengruppen.

### National Wildlife Federation
1996 wurde Ringo in den Vorstand der National Wildlife Federation gewählt, einer siebzig Jahre alten Umweltschutzorganisation, die aus 4,5 Millionen Mitgliedern und über 700 Beschäftigten besteht. Seit er 2005 zum Vorsitzenden des Vorstandes wurde, versuchte Ringo, die Partnerschaften des NWFs mit anderen Organisationen zu erweitern, besonders mit solchen Organisationen, die den Kampf gegen ökologische Gefahren in armen und Minderheitensiedlungen führten. Er trieb Programme voran, die städtische und Minderheitengemeinden erreichten, einschließlich Schulhofbiotop-Programme wie Earth Tomorrow, das sich auf Kinder von Minderheiten in Grundschule, der Mittelstufe und High Schools konzentriert.
„Das wichtigste Einzelthema für mich als Umweltschützer ist der Klimawandel“, sagte Ringo 2005 dem Magazin Mother Jones. („The single greatest issue for me as an environmentalist is climate change.“).
Ringo hatte die Vision einer neuen Bewegung im Umweltschutz, wo jeder in die gemeinsame Zukunftsplanung mit eingebunden wird. Er glaubte, dass wirklicher Erfolg, Energiesicherheit, öffentliche Gesundheitsversorgung, Umweltschutz und soziale Gerechtigkeit erreicht wird, wenn Umweltschützer vereint und ermächtigt sind, sich als gleichwertige Partner mit wirtschaftlichen Interessengruppen zu treffen.